# O perfume Derramado
O perfume Derramado é o quinto álbum de estúdio da cantora Leonor, lançado em 2004 pela Line Records com a produção de Beno César.

## Faixas
1. O Perfume Derramado
2. Espírito de Vida
3. Minha Fé
4. Autor da Minha Vida
5. Espírito Santo
6. Olhos de Quem Ama
7. Quando o Sonho Acontece
8. Invoca-me
9. Bendito Seja o Senhor
10. Minha Cara Metade
11. Shalom Jerusalém